# Estación sanitaria del Puerto de Melilla
La antigua Estación sanitaria es un edificio modernista del Ensanche Modernista de la ciudad española de Melilla. Está situada en el paseo General Macías y forma parte del Conjunto Histórico Artístico de la Ciudad de Melilla, un Bien de Interés Cultural.

## Historia

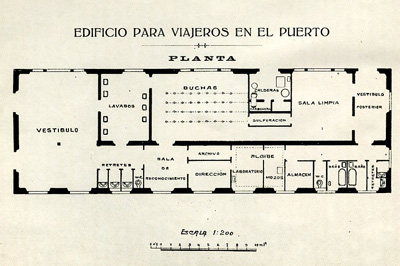

Ordenado por la Dirección General de Obras Portuarias el 16 de noviembre de 1921, fue proyectado por Álvaro Bielza Romero y construido y equipado en 1922 para Estación Sanitaria, aseo y desinfección del personal portuario, la tropa y rifeños que trabajaban recolectando en Argelia, contando con una cámara de sulfuración, una sala con 36 duchas, peluquería, laboratorios, vestíbulo, sala de reconocimiento, cuartos de baño, todo con suelo asfaltado y las paredes recubiertas de azulejo blanco biselado.
Al poco tiempo perdió esa función y tras estar abandonado, fue remodelado en 1944 para ser sede del Real Club Marítimo de Melilla ampliándose por su parte trasera según proyecto de José Ocho y Benjumea, siendo usada a partir del 12 de agosto, aunque el 13 será inaugurado por el General Jefe del Ejército del Maestrazgo, Múgica, siendo bendecido por Enrique de Umbrete
Entre 1950 y 1960 se reforman las fachadas principal, a General Macías y menores en un estilo regionalista andaluz, y más tarde se le adosa un almacén de embarcaciones en su ángulo sureste
En el 2005 se restauran las fachadas a su aspecto de 1920 y se decora con esos motivos la fachada de la ampliación de la parte posterior

## Descripción
Está construido con paredes de mampostería de piedra local y ladrillo macizotocho y bovedillas del mismo ladrillo para los techos.
Consta de una única planta baja. Sus fachadas son los elementos más destacados, constando la fachada principal de nueve vanos, arcos planos, siendo el central el de ingreso al edificio. Estos están flanqueados por pilastras decoradas con círculos que, tras verse interrumpidos por la cornisa, acaban en el peto, siendo coronados con volúmenes prismáticos en las esquinas y en la parte central, con un frontón redondeado. Cuenta con un sala de exposiciones y de conferencias abierta al público y salas de lectura, biblioteca, etc. para los socios.